# Realismo speculativo
Il realismo speculativo è una corrente della filosofia contemporanea volta a ridefinire le basi del realismo filosofico contro le forme dominanti della filosofia post-kantiana (identificata anche come correlazionismo).
Prende il nome da una conferenza tenuta alla Goldsmiths College, University of London nell'aprile 2007. Alla conferenza presero parte Ray Brassier, Iain Hamilton Grant, Graham Harman e Quentin Meillassoux. ll termine realismo speculativo è generalmente attribuito a Brassier, anche se Meillassoux aveva già usato il termine materialismo speculativo per descrivere la sua posizione.

## Critica al correlazionismo
Nonostante il frequente disaccordo su questioni filosofiche di base, i pensatori realisti speculativi convergono spesso in una critica condivisa alle filosofie della finitudine umana ispirate dalla filosofia di Immanuel Kant. Ciò che unisce i quattro membri centrali del movimento è un tentativo di superare sia il correlazionismo sia le filosofie di accesso, ovvero ascrivibili a varie forme di antropocentrismo. In After Finitude, Meillassoux definisce il correlazionismo come "l'idea secondo cui abbiamo sempre e solo accesso alla correlazione tra pensare e essere, e mai a nessuno dei due termini considerati separatamente dall'altro". Le filosofie di accesso sono quelle filosofie che privilegiano l'essere umano rispetto ad altre entità. Entrambe le idee rappresentano forme di antropocentrismo. Tutti e quattro i principali pensatori all'interno del realismo speculativo lavorano per rovesciare queste forme di filosofia che privilegiano l'essere umano, favorendo distinte forme di realismo contro le forme dominanti di idealismo in gran parte della filosofia contemporanea.

## Varianti
Pur condividendo l'obiettivo di rovesciare i filoni dominanti del pensiero post-kantiano nelle scuole filosofiche sia continentale che analitica, rimangono nel movimento realista speculativo alcune fondamentali differenze.

### Materialismo speculativo
Nella sua critica al correlazionismo, Quentin Meillassoux (che usa il termine materialismo speculativo per descrivere la sua posizione) critica principalmente due principi della filosofia di Kant. Il primo di questi è il principio di correlazione stesso, che afferma essenzialmente che possiamo conoscere solo il correlato di Pensiero ed Essere, vale a dire che ciò che si trova al di fuori di tale correlazione è inconoscibile. Il secondo è definito da Meillassoux il principio di fattualità, che afferma che le cose potrebbero essere diversamente da ciò che sono. Questo principio è sostenuto da Kant nella sua difesa della cosa-in-sé come inconoscibile ma immaginabile. Possiamo immaginare la realtà come fondamentalmente diversa anche se non conosciamo mai una simile realtà. Secondo Meillassoux, la difesa di entrambi i principi conduce a correlazionismi "deboli" (come quelli di Kant e Husserl), mentre il rifiuto della cosa-in-sé porta al correlazionismo "forte" di pensatori come Wittgenstein e Heidegger. Per tali correlazionisti "forti", non ha senso supporre che esista qualcosa al di fuori del correlato di Pensiero ed Essere, e così il principio di fattualità è eliminato a favore di un principio di correlazione rafforzato.

### Object-oriented ontology
Il principio centrale di Graham Harman, la Object-oriented ontology (ontologia orientata agli oggetti) di Levi Bryant (OOO), dice che gli oggetti sono stati trascurati in filosofia a favore di una "filosofia radicale" che cerca di "minare" gli oggetti dicendo che gli oggetti sono semplicemente croste superficiali di una più profonda realtà sottostante, sotto forma di monismo o flusso perpetuo, o cercando di "sovvertire" gli oggetti dicendo che l'idea di un intero oggetto è una forma di ontologia popolare (folk ontology). Secondo Harman, tutto è un oggetto, che sia una cassetta della posta, una radiazione elettromagnetica, uno spazio-tempo curvo, il Commonwealth delle Nazioni o un atteggiamento propositivo; tutte le cose, sia fisiche che immaginarie, sono ugualmente oggetti. Esprimendo una forte simpatia per il panpsichismo, Harman propone una nuova disciplina filosofica chiamata psicologia speculativa dedicata a indagare gli "strati cosmici della psiche" e "scoprire la realtà psichica specifica di lombrichi, polvere, armate, gesso e pietra".

### Nichilismo trascendentale
In Nihil Unbound: Extinction and Enlightenment, Ray Brassier difende il nichilismo trascendentale. Egli sostiene che la filosofia ha evitato l'idea traumatica dell'estinzione, cercando invece di trovare un significato in un mondo condizionato dall'idea stessa del suo stesso annientamento. Così Brassier critica sia i filoni fenomenologici ed ermeneutici della filosofia continentale, sia il vitalismo di pensatori come Deleuze, che lavorano per inglobare il significato nel mondo e allontanare la "minaccia" del nichilismo. Invece, attingendo a pensatori come Alain Badiou, François Laruelle, Paul Churchland e Thomas Metzinger, Brassier difende una visione del mondo come intrinsecamente privo di significato; ovvero, piuttosto che evitare il nichilismo, Brassier lo abbraccia come la verità della realtà. Brassier conclude dalle sue letture di Badiou e Laruelle che l'universo è fondato sul nulla, ma anche che la filosofia è l'organo dell'estinzione, dato che la vita è condizionata dalla sua stessa estinzione non vi è alcun pensiero. Brassier difende quindi una filosofia radicalmente anti-correlazionista proponendo che il Pensiero sia congiunto non con l'Essere, ma con il Non-Essere.

### Autori
- Ray Brassier
- Levi Bryant
- Manuel DeLanda
- Tristan Garcia
- Iain Hamilton Grant
- Graham Harman
- Adrian Johnston
- Nick Land
- Quentin Meillassoux
- Reza Negarestani
- Steven Shaviro
- Nick Srnicek
- Isabelle Stengers